# Missing in Action 2: The Beginning
Missing in Action 2: The Beginning (br: Braddock II - O Início da Missão; prt: Desaparecido em Combate 2) é um filme de 1985 de ação/aventura, e uma prequela de Missing in Action, ambos estrelado por Chuck Norris. Foi dirigido por Lance Hool e escrito por Steve Bing, Larry Levinson e Arthur Prata.

## Sinopse
Capturado pelo guerrilheiro Vietnamitas, em uma guerra já terminada há muito tempo,eles ficaram como prisioneiros de um campo, comandado pelo feroz comandante Yin. Um homem mau e renegado, Yin perpetua sua guerra,com demência, usando os prisioneiros americanos, em trabalhos forçados, em sua lucrativa operação de ópio

## Elenco
- Chuck Norris ... Colonel James Braddock
- Soon-Tek Oh ... Colonel Yin (como Soon-Teck Oh)
- Steven Williams ... Capitão David Nester
- Bennett Ohta ... Capitão Ho
- Cosie Costa ... Mazilli
- Joe Michael Terry ... Opelka
- Christopher Cary ... Emerson
- John Wesley ... Frankie
- David Chung ... Dou Chou
- Professor Toru Tanaka ... Lao

### Dublagem

#### Primeira Dublagem
- Estúdio: Álamo (São Paulo)
- Mídia: TV Aberta (Globo) / DVD

#### Segunda dublagem
- Estúdio: Centauro (São Paulo)
- Mídia: TV Paga

#### Terceira dublagem
- Estúdio: Drei Marc (Rio de Janeiro)
- Mídia: TV Paga (Megapix / Telecine Action)
- Direção: Rita Lopes

#### Quarta dublagem
- Estúdio: Delart
- Mídia: TV Paga (Paramount Channel)
- Direção: Mário Monjardim

| Personagem            | Ator               | Primeira Dublagem              | Segunda Dublagem                               | Terceira Dublagem | Quarta Dublagem              |
| --------------------- | ------------------ | ------------------------------ | ---------------------------------------------- | ----------------- | ---------------------------- |
| James Braddock        | Chuck Norris       | João Paulo Ramalho             | Luiz Antônio Lobue                             | José Santana      | Márcio Simões                |
| Coronel Yin           | Soon-Tek Oh        | Ézio Ramos                     | Felipe Grinnan                                 | Duda Espinoza     | Philippe Maia                |
| David Nester          | Steven Williams    | Leonardo Camilo                | Ramon Campos                                   | Jorge Lucas       | Guto Nejaim                  |
| Tenente Mazilli       | Cosie Costa        | Flávio Dias                    | César Marchetti                                | Alexandre Moreno  | José Leonardo                |
| Ernest Franklin       | John Wesley        | Ricardo Medrado                |                                                | Ronaldo Júlio     | Rodrigo Oliveira             |
| Lawrence Opelka       | Joe Michael Terrie | Eduardo Camarão                |                                                | Clécio Souto      |                              |
| Dou Chow              | David Chung        | Nelson Batista                 |                                                | Sérgio Muniz      |                              |
| Capitão Ho            | Bennett Ohta       | Gastão Malta                   |                                                | Renato Rosenberg  |                              |
| Piloto do Helicóptero | John Otrin         | João Francisco Garcia          |                                                |                   |                              |
| Emerson               | Christopher Cary   | Luiz Carlos de Moraes          | Walter Cruz                                    | Jorge Vasconcelos | Alexandre Moreno             |
| François              | Pierre Issot       | Mauro de Almeida               |                                                | Mário Tupinambá   |                              |
| Lao                   | Toru Tanaka        | Ricardo Pettine                |                                                | Paulo Bernardo    |                              |
| Presidente            | Ronald Reagan      | Waldir Wey                     |                                                |                   |                              |
| Kelly                 | Mischa Hauermann   |                                |                                                | Marcelo Sandryni  | Sérgio Stern                 |
| Narrador              |                    | Líbero Miguel                  |                                                | Mauro Ramos       | Malta Júnior                 |
| Locutor               |                    | Carlos Alberto do Amaral       |                                                | Maureo Ramos      | Malta Júnior                 |
| Outras vozes          |                    | Oswaldo Boaretto Líbero Miguel | César Marchetti Felipe Grinnan Guilherme Lopes |                   | Guto Nejaim Alexandre Moreno |